# ミクロシュ・サバドス
ミクロシュ・サバドス(Miklós Szabados 1912年3月7日 – 1962年2月12日)は、ハンガリーの卓球選手。

## 人物
1930年代にビクトル・バルナらと共にハンガリー黄金時代を支えた。
1931年の第5回世界選手権ブダペスト大会ではシングルスで前回王者のビクトル・バルナを破り優勝。ダブルス、混合ダブルス、団体でも優勝し4冠を達成した。
ビクトル・バルナと組んだダブルスでは4連覇を含む6度の優勝を誇る。
世界選手権での合計金メダル数は15個であり、これはビクトル・バルナに次ぐ男子歴代2位で、男女通じて歴代4位タイの記録である。
1993年に世界卓球殿堂入りした。